# Рахунен, Иса
Иса Рахунен (фин. Isa Rahunen, родилась 16 апреля 1993 в Куопио) — финская хоккеистка, защитница клуба «Оулун Кярпят» и сборной Финляндии. Серебряный призёр чемпионата мира 2019 года, бронзовый призёр чемпионата мира 2017 года и бронзовый призёр зимних Олимпийских игр 2018 года.

## Биография
Дочь хоккеистки-любительницы. Обучается сестринскому делу в университете прикладных наук Дьякония в Оулу.
Выступала за клуб «КалПа» с 2010 по 2013 годы, вместе с матерью. С 2013 года играет за «Кярпят», является его капитаном. Чемпионка Финляндии 2016/2017 и 2017/2018 (также и лучшая защитница). Участница чемпионатов мира до 18 лет 2009, 2010 и 2011 годов в составе юниорской сборной Финляндии. За основную сборную Финляндии дебютировала в сезоне 2011/2012, но на чемпионате мира дебютировала только в 2017 году. Провела 54 игры к концу сезона 2016/2017, отличившись четырьмя голами и девятью голевыми передачами.